# Klaus Zeige
Klaus Zeige, eigentlich Klaus Bruno Peter Zeige, (* 27. Januar 1940 in Berlin-Köpenick; † 14. März 2021 ebenda) war ein deutscher Toningenieur und Tonmeister, der in Ost-Berlin das Rundfunkstudio im Palast der Republik des Rundfunks der DDR leitete.

## Leben
Er war der ältere Bruder des Hörspielregisseurs Rüdiger Zeige und besuchte das  Gerhart-Hauptmann-Gymnasium in Berlin-Friedrichshagen. In seiner Jugend war er erfolgreicher Leichtathlet (Mittelstrecke). Unter anderem wurde er als Gymnasiast Sieger des IV. Rudolf Harbig Gedenksportfestes der Berliner Grund- und Oberschulen im Pionierpark in der Wuhlheide, am 14. und 15. September 1957.
Seine Ingenieurausbildung absolvierte er an der Ingenieurschule für Post- und Fernmeldewesen, der späteren Hochschule für Telekommunikation in Leipzig, sein Tonmeisterstudium an der Hochschule für Musik „Hanns Eisler“.
Zeige war von der Eröffnung 1976 bis zur Schließung 1989 Leiter des Rundfunkstudios im Palast der Republik. Für den Rundfunk der DDR war er bei den Olympischen Sommerspielen in Moskau (1980) und den Olympischen Winterspielen Calgary (1988) für Planung, Aufbau und Sendebetrieb des Olympiastudios verantwortlich.
Er war verheiratet mit der Apothekerin Ingeborg Zeige (geb. Schlicht). Aus ihrer Ehe entstammt ein Sohn (1969). Sein Grab befindet sich auf dem evangelischen Friedhof Friedrichshagen.

## Film- und Hörspielproduktionen (Auswahl)
- 1977: Die Schwester (Hörspiel)[3]
- 1978: Nana und die Zaubermühle (Hörspiel)[4]
- 1979: Die Schaukel, das Trümmerhaus und die Gizi (Hörspiel)[5]
- 1980: Prinzessin Kolossal (Hörspiel)[6]
- 1981: Der letzte Besucher (Hörspiel)[7]
- 1981: Tatbestand – Folge 23: Man lebt nur einmal (Hörspiel)[8]
- 1981: Waltrauds Schwester (Hörspiel)[9]
- 1981: Tatbestand (Volume 3)[10]
- 1983: Der dicke Lipinski[11]
- 1984: Kapitän Schickedanz[12]